# Tempest (gruppo musicale britannico)
I Tempest nascono a Londra nel 1972 sulle ceneri dei Colosseum; storico gruppo che riuscì a compiere una tournée mondiale che durò tre anni e che toccò anche il territorio italiano nel '73.

## Storia dei Tempest
Questa band costituisce una parentesi hard della carriera di Jon Hiseman sempre affiancato dal fedele bassista Mark Clarke che nel '72 danno inizio a una fortunata avventura che sconfina nell'hard rock contaminato da elementi di progressive rock e primissimi esempi di fusion dettati dall'avanguardia compositiva del chitarrista Allan Holdsworth (genitore della attuale fusion).
Holdsworth partecipa alla realizzazione del primo album (titolo omonimo) del '73 e del secondo Live in London, una chicca che mette in evidenza uno storico duello fra Allan Holdsworth e Ollie Halsall (chitarrista aggiunto), altro grosso calibro della sei corde inglese.
La prima formazione presenta il cantante Paul Williams, proveniente dal celebre gruppo britannico Juicy Lucy, un cantante dotato di voce baritonale decisamente impetuosa.

Nell'autunno del '74 esce il terzo album Living in Fear, Ollie Halsall sostituisce Holdsworth che intraprende una brillante carriera solistica, e Mark Clarke prende il posto di Paul Williams alla voce.
Degni di nota sono gli spunti progressivi che la band esegue in tutti gli album, con brani di consistente durata, entro i quali il bassista mostra apprezzabili qualità tastieristiche col Moog.

Non vengono meno le impressionanti evoluzioni di Hiseman che dimostra ancora una volta di essere uno dei più grandi percussionisti del genere.
Nel 1975 il gruppo termina la sua storia, che nel 1990 ripropone un doppio Cd che raccoglie le precedenti produzioni.

## Discografia

### Album in studio
- 1973 - Tempest
- 1974 - Living in Fear

### Live
- 1974 - Live in London

### Raccolte
- 1990 - Tempest Collection